# Обратная связь (фильм, 1977)
«Обратная связь» — советский фильм 1977 года, производственная драма по мотивам одноимённой пьесы Александра Гельмана.

## Сюжет
В Новогуринск, где строится крупный нефтехимический комбинат, приезжает вновь назначенный секретарь горкома Леонид Сакулин. Бывшая начальница планово-экономического отдела строительного комбината Вязникова, пониженная до старшего экономиста, настойчиво пытается рассказать ему о тяжёлой ситуации, которая сложилась на предприятии. После знакомства с расчётными материалами, которые предоставила ему Вязникова, Сакулин понимает, что досрочная сдача одной из линий предприятия приведёт к тому, что весь комбинат будет сдан гораздо позже намеченного срока, а государство понесёт громадные убытки. Сакулин пытается воспрепятствовать досрочной сдаче первой линии, и хотя он не находит поддержки ни у руководства стройки, ни у руководства города, он не оставляет свои настойчивые попытки. Добившись, что о ситуации со строительством узнали на самом верху, он в итоге проигрывает свою битву — повернуть вспять махину государственного аппарата оказывается невозможным.
С Сакулиным соглашается и обком, и ЦК, однако руководство страны делает иной вывод из вскрывшегося факта. Опираясь на обещания начальника строительства, промышленность уже запланировала использование продукции первой линии, и задержка её запуска вызовет гораздо бо́льшие убытки по всей стране. Именно поэтому прежнее решение оставляют в силе, одновременно привлекая дополнительные ресурсы из других объектов для ликвидации разрыва между запуском одной из линий и вводом в строй всего комбината.
Съёмки фильма проходили на Нижнекамском НПЗ, в съёмках участвовали его рабочие.
Одновременно с советской экранизацией вышла восточногерманская версия режиссёра Лотара Беллага под названием «Rückkopplung».

## В ролях
- Олег Янковский — Леонид Александрович Сакулин, первый секретарь горкома КПСС Новогуринска
- Михаил Ульянов — Игнат Максимович Нурков, начальник строительства комбината, управляющий трестом
- Кирилл Лавров — Владимир Борисович Окунев, секретарь обкома КПСС по строительству
- Людмила Гурченко — Маргарита Илларионовна Вязникова, экономист планово-экономического отдела треста
- Игорь Владимиров — Роман Матвеевич Лоншаков, первый секретарь обкома КПСС
- Михаил Погоржельский — Павел Николаевич Кознаков, главный инженер строительства комбината
- Всеволод Кузнецов — Всеволод Анатольевич Тимонин, сотрудник обкома КПСС
- Игорь Дмитриев — Глеб Валерьянович Артюшкин, парторг комбината
- Дмитрий Кривцов — Виктор Григорьевич Аблов, сотрудник проектного института
- Елена Ставрогина — Вера Васильевна, секретарь Сакулина
- Леонид Неведомский — Рамадов, член бюро горкома
- Валентина Талызина — Петрова
- Наталья Гундарева — Медведева, член бюро горкома, секретарь горкома по культуре
- Николай Сытин — Кухаренко, член бюро горкома
- Виктор Трегубович — Кроль, дорожный мастер на строительстве комбината
- Зоя Василькова — член бюро горкома
- Фёдор Одиноков — Фёдор Иванович Аверьянов, мастер, член бюро горкома
- Георгий Штиль — Георгий Антонович, директор Дворца культуры города
- Сергей Заморев — секретарь Окунева (эпизод)

## Съёмочная группа
- Автор сценария — Александр Гельман
- Режиссёр-постановщик — Виктор Трегубович
- Главный оператор — Эдуард Розовский
- Главный художник — Грачья Мекинян
- Композитор — Алексей Рыбников